# 方誌 (成化進士)
方誌（1452年—？），字信之，浙江寧波府鄞縣人，民籍，明朝政治人物。

## 生平
成化二十二年（1486年）丙午科浙江鄉試第三十五名舉人。成化二十三年（1487年）中式丁未科會試第三百八名，三甲第一百四十三名進士。授江西金溪县知县。

## 家族
曾祖方仝翁；祖父方佐，知府；父方愚，教諭。母徐氏。慈侍下。